# Hans von Meiss-Teuffen
Hans von Meiss-Teuffen (auch Hans de Meiss-Teuffen, als Filmschauspieler Pseudonym Hantz von Teuffen, nach britischen Militär-Unterlagen Hans Johann Franz Oskar von Meiss-Teuffen; * 25. November 1911 in Jägerndorf, Österreich-Ungarn; † 9. Oktober 1984, Küsnacht bei Zürich) war ein Schweizer Abenteurer, Einhandsegler und Autor.

## Leben
Der Spross einer bekannten schweizerisch-österreichischen Familie wuchs in Linz und am Attersee auf.
Seine Mutter Franziska Karolina von Meiss, geborene Kurz von Hartendorf gehörte zur Jeunesse dorée der Donaumonarchie, Vater Oskar von Meiss (1879–1946) war als Kulturpolitiker im Rahmen der oberösterreichischen Landesregierung und als Fecht- und Segelfunktionär tätig.
Sein älterer Bruder war Gottfried von Meiss, die jüngere Schwester, Marielen von Meiss-Teuffen, 1918–2007, lebte als junge Frau in London und war mit dem Großvater des späteren britischen Premierministers David Cameron liiert und ab 1946 verheiratet.
Nach Schule und Banklehre war Hans von Meiss-Teuffen auf Vermittlung seines Onkels sechs Jahre lang Bankangestellter in Wien, Berlin, Paris und London. Er kündigte aber mit 23 Jahren seinen Job bei einem Londoner Bankhaus und begann ein für seine Zeit und seine Herkunft ungewöhnliches Wanderleben, zunächst mit einer Reise mit dem Ziel des italienisch besetzten Abessinien. Er wollte Abessinien auf dem Landweg über Italien und dann mit einem Fischerboot in Richtung Griechenland erreichen und war meist als Alleinsegler unterwegs – mit Booten, die er kaufte und dann wieder verkaufte. Meiss-Teuffen navigierte zunächst im östlichen Mittelmeer, immigrierte dann 1935 illegal (als Nichtjude) ins britische Mandatsgebiet Palästina und lebte in einem Kibbuz. Meiss wurde in der Folge von der britischen Kolonialbehörde ausgewiesen und gelangte schließlich ins östliche Afrika in das ebenfalls britisch verwaltete Rhodesien. Im August 1937 heiratete er in Ndola die 31-jährige Deutsche Erika Susanna Landsberg (1906–1979), eine ehemalige Schülerin der Freien Schulgemeinde in Wickersdorf im Thüringer Wald und des Töchterpensionats Wieler in Konstanz am Bodensee. Sie war zuvor u. a. mit Richard Crossman verheiratet gewesen. Die Ehe zwischen Landsberg und Meiss-Teuffen wurde 1941 geschieden. Meiss-Teuffen übte verschiedene Jobs im britischen und im angrenzenden belgischen kolonialen Afrika aus: so war er nach eigenen Angaben Verwalter auf einer Orangenplantage, Straßenbauingenieur und Sprengmeister in einer Kupfermine, Gestalter von kurzen Spielfilmen volksbildenden Charakters mit dem Ziel der Emanzipation der einheimischen Bevölkerung. Weiters baute er nach seien Angaben kurz vor Beginn des Zweiten Weltkriegs ein damals beliebtes Busch-Hotel im Kongo auf. Tatsächlich handelte es sich um ein Straßenhotel an einer Verkehrsstraße, das seiner damaligen Frau Susanna Landsberg gehörte.
Nach Ausbruch des Krieges kehrte er – wie er in seinen beiden Büchern schreibt – in die Schweiz zum Militärdienst zurück, aus dem er wegen Malaria-Anfällen entlassen wurde. Der Tätigkeit für eine amerikanische Presseagentur in Zürich folgte der Versuch, mitten im Krieg mit einem Segelschiff unter Schweizer Flagge nach Afrika zurückzukehren. 1941 brach Meiss-Teuffen mit einem vom deutschen Marinegeheimdienst finanzierte Boot, der Rütli 650 vom besetzten Frankreich aus zu einer Afrika-Fahrt auf. Diese endete aber in Bathurst / The Gambia mit der Verhaftung durch die Briten.
Über diese Zeit schreibt der Autor in seinen in der Nachkriegszeit erschienenen Reise-Büchern für die deutschsprachige und englischsprachige Leserschaft unterschiedliche Versionen:
In seinem Buch Winds of Adventure, London 1953, fährt er als deutscher Agent in einem von den Nazis finanzierten Segelboot die afrikanische Küste entlang und sammelt Informationen über britische Aktivitäten, die er nach Deutschland funkt.
Ziel sei es gewesen, auf diese Weise in sein geliebtes Afrika und sein zurückgelassenes Tigerfisch-Hotel im Kongo zurückzukehren.
Gleichzeitig sei er – seiner eigenen Version nach – für den britischen Geheimdienst tätig gewesen. Nach der von ihm beschriebenen Havarie der "Rütli" vor Freetown lässt er sich demnach per Pressebericht der britischen Hafenbehörde für tot erklären. Tatsächlich fährt er in den Hafen von Bathurst, heute Banjul, Gambia ein und offenbart sich den Briten. Wird festgehalten und gelangt auf einem britischen auf einem britischen Schiff nach Südengland, wo er in Untersuchungshaft genommen und verhört wird, so in den National Archives des britischen Geheimdienstes archiviert. Nach den Unterlagen des Archivs des britischen Geheimdiensts MI5 war Meiss kein Doppelagent, sondern lehnte eine Mitarbeit ab, nachdem er vom Schicksal der ersten Kommandounternehmungen in Norwegen und deren hohem Blutzoll erfahren hatte.
Der MI5 behauptet, man habe das Angebot von Meiss-Teuffen auf Mitarbeit abgelehnt.
Meiss-Teuffen behauptet dagegen, vom britischen Geheimdienst für den Einsatz im von Nazi-Deutschland besetzten Europa ausgebildet worden zu sein. Er sei demnach mit dem Fallschirm über Frankreich abgesprungen und zwei Jahre lang mit falschen Papieren in Deutschland und im besetzten Belgien und Frankreich – mit ständig wechselnden Orten, Identitäten und Aufträgen – unterwegs gewesen.
1944, nachdem er befürchtete, aufgedeckt zu werden, sei er kurz vor der Invasion mit einem britischen U-Boot von der französischen Küste aus nach England zurückgekehrt.
Weiter habe er bis Kriegsende als Lastkraftfahrer für die Armee gearbeitet und eine Vortragstätigkeit über seine Zeit im Vorkriegs-Palästina bzw. Afrika in englischen Lazaretten begonnen.
Schon kurz nach dem ersehnten Kriegsende brach Meiss-Teuffen im August 1945 erneut als Einhandsegler mit einem Boot, das er Speranza nannte, zunächst von London nach Portugal auf, wo er überwinterte. Im Jahr 1946 hält er sich mit seinem Boot vor Gibraltar auf, wird von der britischen Navy großzügig unterstützt, was von den Londoner Stellen, die seine Fahrt nachverfolgen, mit großem Grimm kommentiert wird. Er hält Vorträge in Gibraltar und spricht über seine Vorkriegs-Reisen, was in der lokalen Presse dokumentiert wird und seinen Weg nach London findet. Ober er tatsächlich mit dem Boot Speranza zu einer Atlantiküberquerung (von Casablanca über Neufundland und Neuschottland) aufbricht, die er in der Rekordzeit von 58 Tagen gemeistert haben will, lässt sich nicht verifizieren. Eventuell hat er das Linien-Schiff von Casablanca nach New York genommen und seine Ankunft mit einem Segelschiff in New York inszeniert – schon in seiner von ihm "Rütli 650" getauften Yacht, der früheren "Soizic", die von der Abwehr 1940 in Brest konfisziert wurde und dem französischen Militärattaché in Bern gehörte, fand sich ein Heft, indem Hans von Meiss-Teuffen begonnen hatte, seine Atlantiküberquerung bereits 1940 aufzuschreiben, nach dem Modell der Atlantikfahrt, die Heinrich Garbsen 1938 von Hamburg aus in 58 Tagen ab Südengland nach New York führte.
Nach seiner Ankunft in New York 1946 lebte Meiss-Teuffen mehrere Jahre einen Teil des Jahres in den USA, wo er nach einigen Radio-Interviews für mehrmonatige Vortragsreisen verpflichtet wurde. Einen Winter verbrachte er an seinem Buch "Ziel im Wind" schreibend als Trapper in Alaska, spielte dort in einem B-Movie (The Flying Saucer) als „Hantz von Teuffen“ einen russischen Spion, hielt Vorträge, bereiste als Dokumentarfilmer für die NBC den Irak und unternahm in diesem Zusammenhang mit einer kongenialen Amerikanerin (genannt "Grandma") eine einjährige Reise um die Welt mit einem Auto. Auch in Afghanistan ist er 1953 nachweisbar, als Fotoreporter und Reisebegleiter von Yvonne von Schweinitz, geborene Gräfin von Kanitz, der Nichte von Marion Gräfin Dönhoff.
Über Meiss-Teuffens Verbleib nach der 2. Hälfte der 1950er-Jahre ist nichts öffentlich geworden. Er beantwortete allerdings in den 1970er-Jahren Fanpost und war zu dieser Zeit Hotelmanager im kurz zuvor eröffneten Luxusresort Habitation Leclerc nahe Port au Prince in Haiti. Danach soll er ab 1975 Mitarbeiter im Lake George Club in den Adirondacks gewesen sein.
Der Abenteurer und Segler Hans von Meiss – genannt Meiss-Teuffen, gab in seinem seinerzeit sehr bekannten, im Original bei McGraw-Hill auf Englisch erschienenen Buch Ziel im Wind (Ullstein, Berlin 1951) über sein Wanderleben etwas widersprüchliche Auskunft. Auch im LIFE-Magazin vom 31. Januar 1955 hat Hans von Meiss-Teuffen unwidersprochen die Version kolportiert, er sei während des Zweiten Weltkrieges ein Doppelagent gewesen.
Dies ist allerdings auch nach der Veröffentlichung der MI5 Archive nicht nachweisbar und beruht allein auf den im Buch Winds of Adventure so geschilderten und behaupteten Erlebnissen des Autors Hans von Meiss-Teuffen.

## Werke
- Ziel im Wind: Auf Fahrt durch Länder und Meere, Ullstein, Wien, 1951.
- Postlagernd USA, Ullstein, Wien, 1956.
- Winds of Adventure by Hans de Meiss-Teuffen with Victor Rosen, Museum Press, London, 1953.